# Сивка звичайна
Сивка звичайна, сивка золотиста (Pluvialis apricaria) — середнього розміру кулик з родини Сивкових (Charadriidae). Гніздиться на півночі Євразії від Скандинавії до Східного Сибіру. В Україні зустрічається під час сезонних переміщень на всій території країни. Вважається, що є найшвидшим серед мисливських птахів (60 миль/год). Суперечка про швидкість польоту цього птаха послужила ідеєю щодо створення Книги рекордів Гіннеса.

## Опис

### Морфологічні ознаки

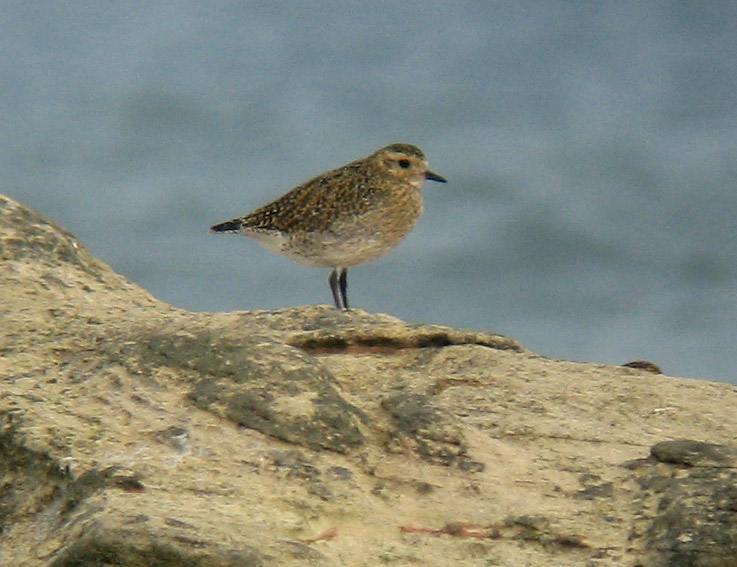
У зимовому вбранні

Кулик середнього розміру, приблизно з дрозда. Маса тіла 190—210 г. Довжина тіла 26–29 см. Розмах крил 67–76 см. У дорослого птаха в шлюбному вбранні верх чорний, з золотистими і білуватими плямами; вуздечка, щоки, горло, шия спереду, воло, груди і черево чорні; лоб, смуги над очима, боки шиї і вола, боки тулуба, підхвістя білі; спід крил білий; вздовж основи темно-бурих махових пер проходить вузька світла смуга; сірувато-чорний хвіст зі світлими смугами; дзьоб і ноги темно-сірі; у позашлюбному оперенні бурий, зі світлою строкатістю; груди і черево білуваті. У дорослої самиці в шлюбному оперенні вуздечка, щоки, горло і воло сіруваті; у позашлюбному оперенні така, як позашлюбний дорослий самець, молодий птах подібний до позашлюбного дорослого.
У польоті від морської сивки відрізняється відсутністю чорних плям під пахвами, а в шлюбному оперенні — золотистою плямистістю верху; від бурокрилої сивки — в польоті білим сподом крил, а у шлюбному оперенні — також чіткими білими смугами на боках тулуба.

### Голос
Самець токує високо у повітрі, роблячи глибокі та рівномірні помахи крилами. Голос складається з комбінації мелодійних звуків «тюю» та «піу».

## Поширення
Гніздовий ареал охоплює Євразію від Скандинавії на схід до басейну Хатанги. На півночі в Скандинавії поширена до арктичного узбережжя, на Ямалі до 70-ї паралелі, в долині Єнісею до 72-ї паралелі. На південь до середньої частини Німеччини, південного узбережжя Балтійського моря, Латвії, району Санкт-Петербургу, долини Сосьви, далі на схід на півдні до 67-68-ї паралелі. Острови: Ісландія, Британські, Еланд, Готланд, Фарерські, Колгуєв, Вайгач.
У тундрі Азії звичайну сивку замінює азійська сивка (P. fulva), в тундрі Америки — інший вид (P. dominica).
На відміну від інших видів роду, зимує недалеко — в Західній Європі, Середземномор'ї, на південному Каспії.

## Чисельність
Чисельність в Європі оцінена в 460—740 тис. пар, кількість зимуючих птахів становить понад 820 тис. особин.

## Розмноження

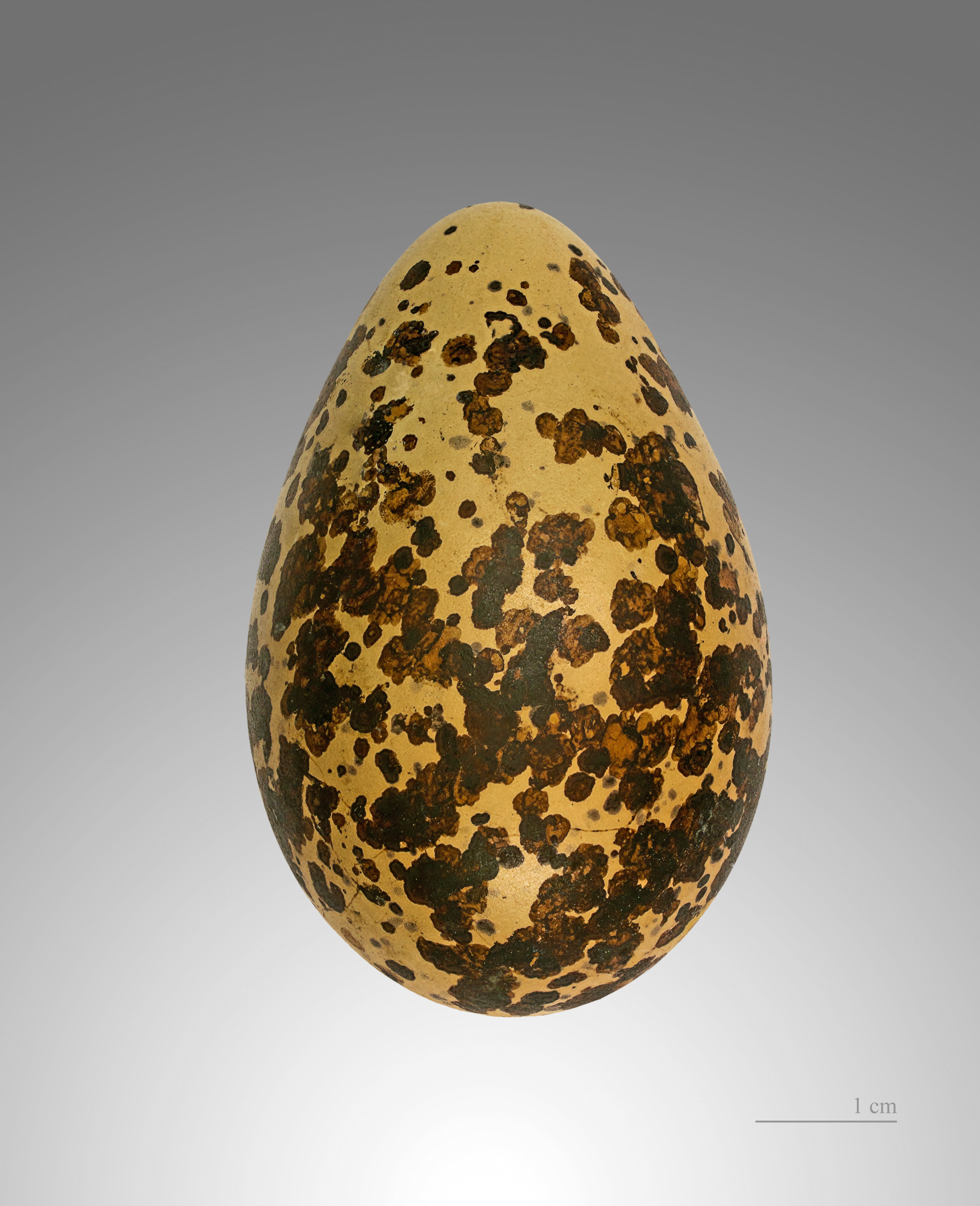
Яйце звичайної сивки

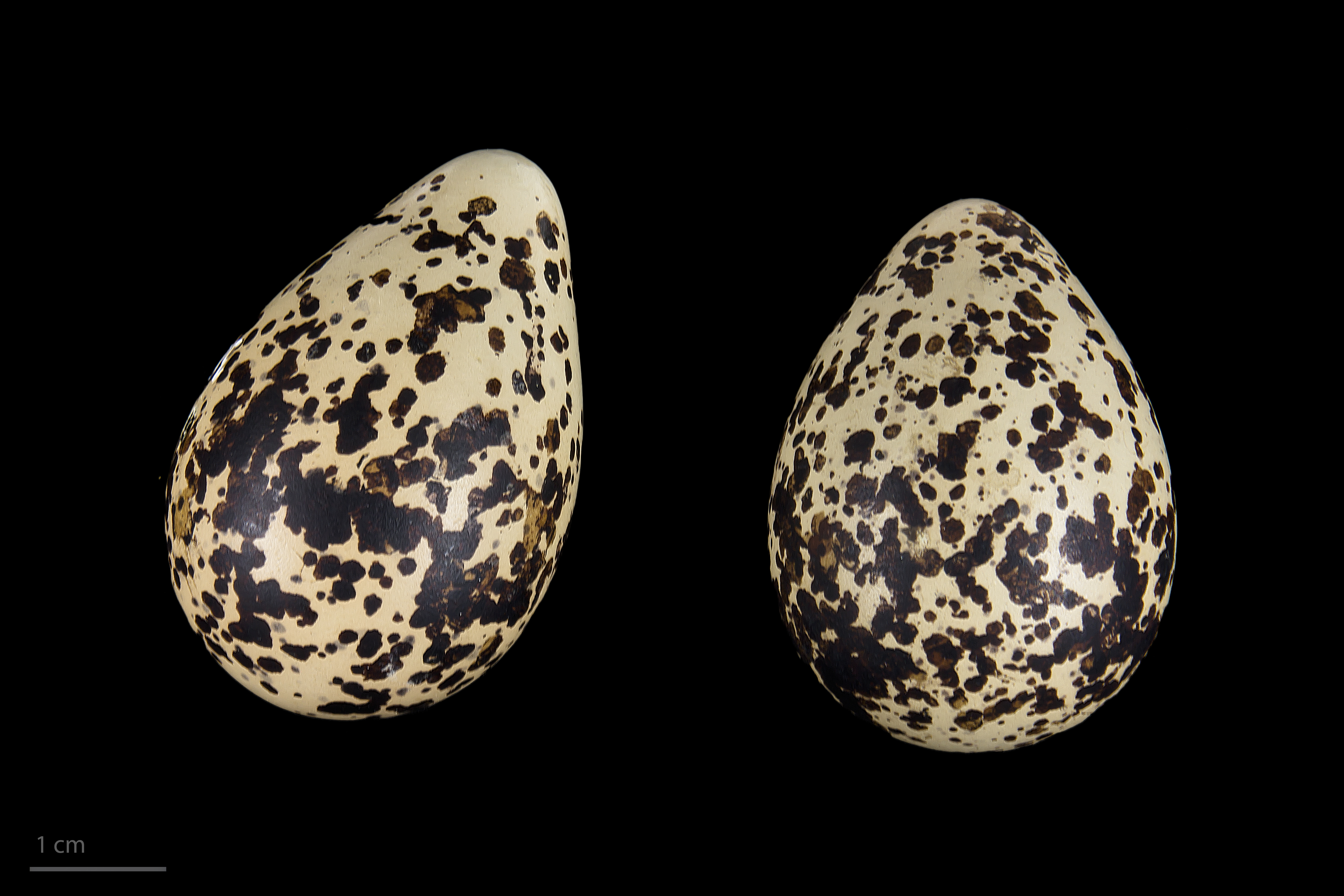
Яйця підвиду Pluvialis apricaria altifrons в оологічній колекції (Тулузький музей)

Гніздиться в тундра, лісотундрі, на вересових пустощах, верхових болотах. У місцях спільного існування з азійською сивкою (на Ямалі, Таймирі), віддає перевагу гніздуванню в зволоженіших місцях.
Гніздо являє собою неглибоку ямку у ґрунті, вистелене невеликою кількістю рослинного матеріалу. Спороджують його, як правило, на відкритому місці та лише зрідка між окремими деревцями. У кладці зазвичай 4 яйця. Їхні середні розміри 52×52 мм, основний фон забарвлення — жовтий з темно-коричневим рисунком, що зосереджений більше біля тупого кінця. У насиджуванні кладки беруть участь обидва з батьків. Пташенята вилуплюються через 30 днів, відразу здатні самостійно шукати їжу, проте залишаються під наглядом батьків.

## Живлення
Живиться переважно комахами та їх личинками. При нагоді додатково споживає ягоди.

## Охорона та фактори загрози
Сивка звичайна знаходиться під охороною відповідно до Угоди про збереження афро-євразійських мігруючих водно-болотних птахів (AEWA).
Чисельність виду скорочується. Головною причиною цього вважають розорювання та засадження лісами та сільськогосподарськими культурами пустощів. Загрозами для виду є також суворі погодні умови взимку.

## Виникнення Книги рекордів Гіннеса
10 листопада 1951 року Сер Хью (Г'ю) Бівер англ. Hugh Beaver, у майбутньому — директор із менеджменту пивоварні Guinness, вирушив на полювання до графства Вексфорд в Ірландії. Після невдалого полювання на звичайну сивку він став учасником суперечки про те, який мисливський птах є найшвидшим в Європі — звичайна сивка чи британський підвид білої куріпки (Lagopus lagopus scotica, англ. Red grouse) (причому вірним є перший варіант). У той вечір, перебуваючи у селищі, він зрозумів, що неможливо підтвердити чи спростувати на основі довідкових джерел, що саме звичайна сивка є найшвидшим птахом серед мисливських видів. Бівер зрозумів, що кожного вечора в пабах Ірландії мають точитися безліч дискусій, проте немає жодної книги у світі, яка б могла врегулювати суперечки. Він збагнув, що книга із відповідями на такого роду запитання може стати популярною. Пізніше він опублікував першу Книгу рекордів Гіннеса. Вперше ця книга була видана 1955 р.